# Navicella (mosaico)

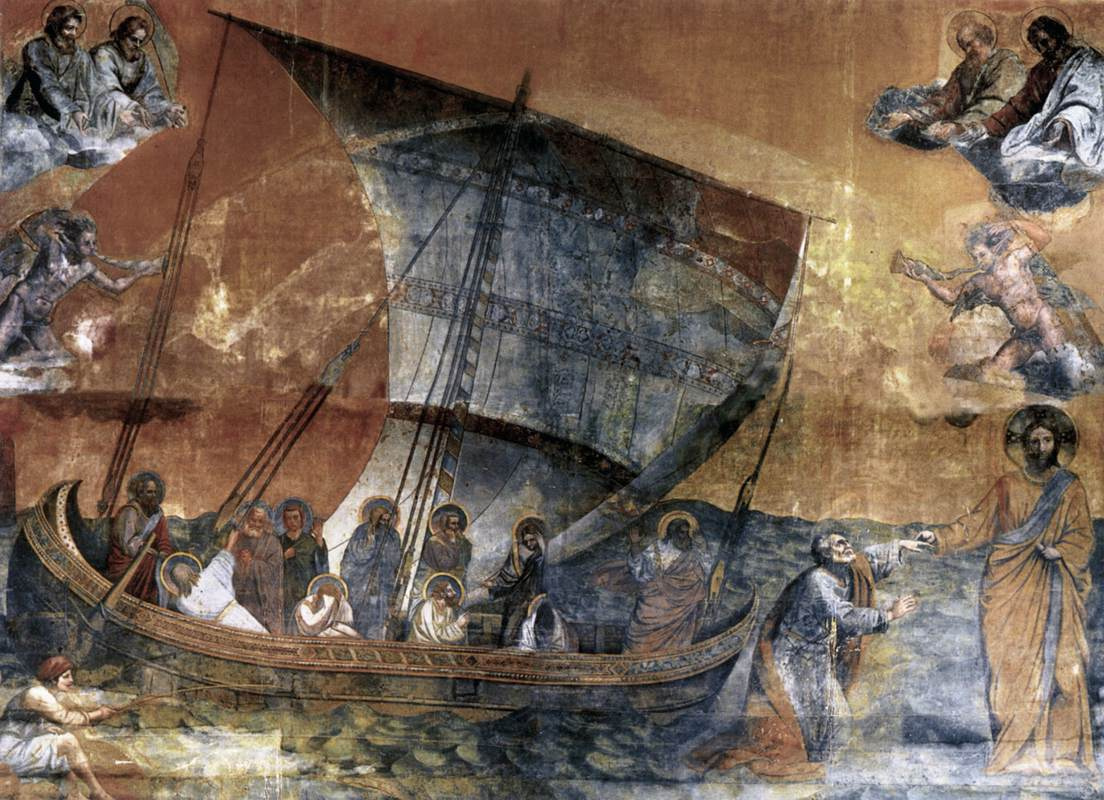
A cópia em tamanho real de 1628 em óleo no Vaticano

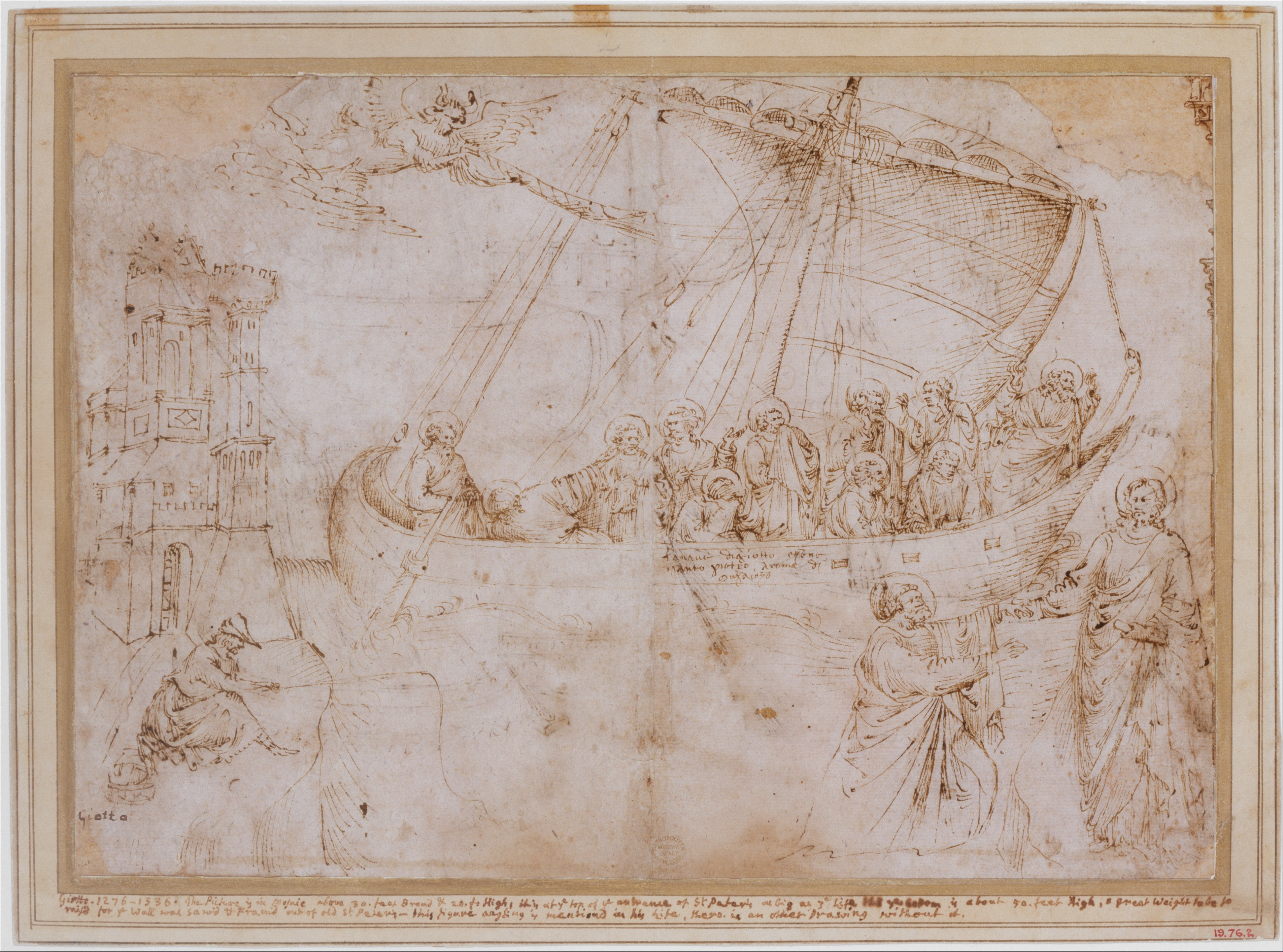
Desenho do mosaico perdido por Parri Spinelli, por volta de 1420, uma vez propriedade de Vasari.

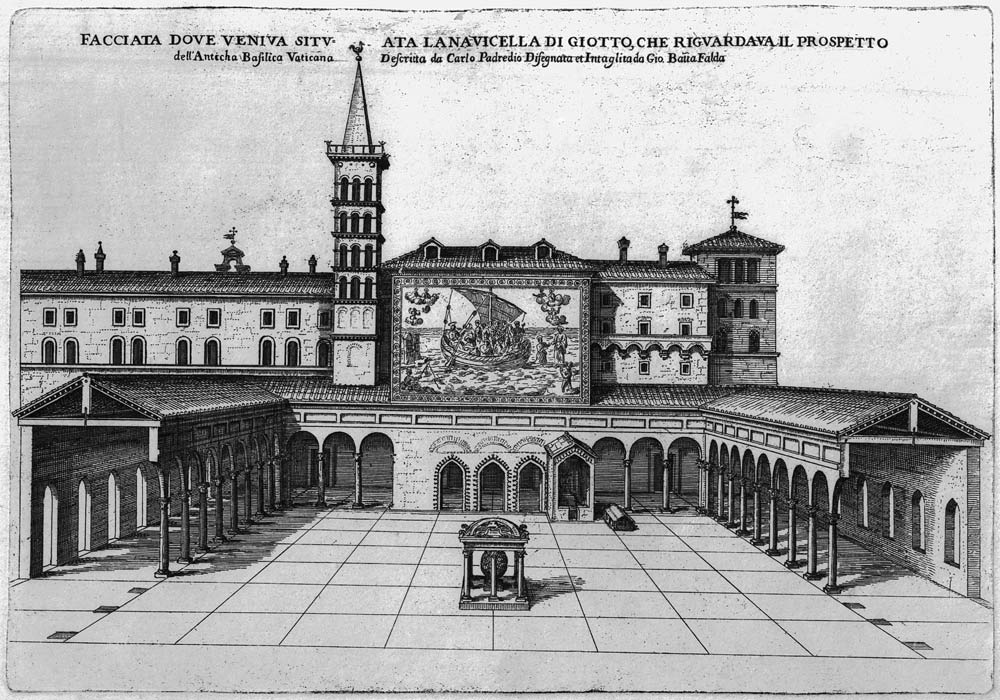
Gravura de 1673 mostrando o mosaico na antiga Basílica de São Pedro

A Navicella (literalmente "pequeno navio"), da Antiga Basílica de São Pedro em Roma, foi um grande e famoso mosaico de Giotto di Bondone que ocupou uma grande parte da parede acima da arcada de entrada, de frente para a fachada principal da basílica do outro lado do pátio. Ele retratava a versão do Evangelho de Mateus (Mateus 14:24-32) de Cristo andando sobre as águas, o único dos três relatos do evangelho em que São Pedro é convocado para se juntar a ele. Foi quase totalmente destruída durante a construção da nova Basílica de São Pedro no século 17, mas fragmentos foram preservados dos lados da composição, e o que é efetivamente uma nova obra, incorporando alguns fragmentos originais, foi restaurado para uma posição no centro do pórtico do novo edifício em 1675.
O mosaico, projetado para ser visto de longe, era extremamente grande. Uma cópia em escala real em óleo, encomendada pelo Vaticano a Francesco Berretta em 1628, depois de grande parte do trabalho já ter sido perdido em torno das bordas, mede 7,4 por 9,9 metros (24 pés × 32 pés). O mosaico completo era provavelmente de cerca de 9,4 por 13 metros (31 pés × 43 pés), com uma inscrição em verso latino correndo abaixo da imagem.

## Descrição
O mosaico foi encomendado em 1298 pelo cardeal Jacopo Stefaneschi, cônego de São Pedro, cujo retrato do doador estava à direita dos pés de Cristo. O mosaico de Giotto pertencia, portanto, aos preparativos de São Pedro para o ano santo em 1300. A data da comissão é atestada por um documento copiado no século 17. Não há indícios de um namoro posterior, nem de que o mosaico de Giotto tenha substituído um mais antigo. De acordo com o obituário de Stefaneschi de 1347, a obra custou 2 200 florins. Além de um documento oficial de 1298, referências à obra como de Giotto são encontradas em uma entrada de necrologia do Vaticano para o cardeal Stefaneschi registrando sua morte em 1343, e depois a crônica latina da cidade natal de Giotto, Florença, escrita no final do século 14 por Filippo Villani.
Era retangular, e posicionado de modo que aqueles que saíam da basílica a vissem do outro lado do pátio fora da igreja, e passavam por baixo dela se saíssem pela rota principal. Uma figura de um homem pescando na costa à esquerda foi pensada para ser um autorretrato de Giotto, como a Vida de Vasari registra. A composição era dominada pelo barco de pesca com sua grande vela, que representava uma metáfora do "Navio da Igreja", cujo "capitão" na terra era São Pedro e seus sucessores como Papa. Foi encomendado em um momento muito difícil para o Papado, que eram incapazes até mesmo de controlar a nobreza gangsterish de Roma, e por isso tinham deixado a cidade, mas a imagem prometia que tanto a igreja quanto o Papado eram, com a ajuda de Cristo, "inafundáveis". Das onze figuras ainda no barco, foi sugerido que a que segura o leme é (anacronicamente em termos dos Evangelhos) de São Paulo. No céu, duas figuras quase nuas do "deus do vento" de estilo clássico sopram através de chifres ou funis, uma de cada lado, abaixo de pares de figuras masculinas haloadas. Giotto teria produzido desenhos para mosaicos especializados recriarem na parede; Não se sabe se ele teve algum envolvimento adicional quando a obra foi criada.
O tema é retratado em outras partes da arte medieval do período, e obras posteriores como afrescos na "Capela Espanhola" de Santa Maria Novella em Florença, e na Capela Brancacci por Masaccio (ou talvez seu colega Masolino), e um dos painéis de bronze em relevo nas portas norte de Ghiberti do Batistério de Florença. Também foi usado em moedas e medalhas papais, embora geralmente com Pedro no barco, muitas vezes como a única figura.  Foi a única obra moderna (pós-clássica) descrita no De Pictura de Alberti. Uma representação tão grande de uma cena marítima era sem precedentes na arte marinha, pelo menos desde os tempos clássicos.
A arcada do outro lado do pátio e seu mosaico não foi inicialmente afetado pela reconstrução prolongada e complicada da basílica principal, mas no século 17 o mosaico passou por uma série complicada de quatro mudanças e restaurações ou remodelações em 1610, 1618, 1629 e 1674/75 que finalmente o levaram ao seu tamanho atual, condição e localização acima da porta principal dentro do pórtico da nova igreja.

## Fragmentos
Apenas duas figuras de anjos em rodízios sobrevivem do original; um permanece no Vaticano, enquanto o outro foi dado à igreja de San Pietro Ispano em Boville Ernica em 1610, quando o mosaico foi removido pela primeira vez de seu lugar original. O primeiro é consideravelmente restaurado (em 1924, 1950 e 1975-80), e foi descoberto sob trabalhos posteriores em 1911 (ou 1924). O fragmento de Boville Ernica consistia de pouca substância original e foi completamente restaurado entre 1888 e 1911. Apesar de nenhuma das cópias do original incluir essas figuras, acredita-se que elas faziam parte do original, provavelmente em uma fronteira. Acredita-se que haja algumas manchas de trabalho original remanescentes no mosaico ainda em São Pedro, que agora é semicircular com uma borda inferior reta para caber em uma luneta. As áreas onde o trabalho original parece sobreviver estão na "borda dourada do navio, a vela soprada pelo vento, várias seções de alguns apóstolos".
- Fragmento em Boville Ernica, antes da restauração
- Fragmento em Boville Ernica, após restauração
- Fragmento no Vaticano, antes da restauração
- Fragmento no Vaticano, após restauração

## Estilo
O estilo da obra agora só pode ser julgado a partir dos dois fragmentos de anjo, restaurados como estão. A descrição de Vasari enfatizava as reações variadas das figuras no barco ao verem Pedro afundando sob as ondas, e a expressão paciente no rosto do pescador na praia, que, como o lavrador de Pieter Bruegel em Paisagem com a Queda de Ícaro parece ignorar a cena dramática na água ao se concentrar em sua própria tarefa. Mas, como Svetlana Alpers mostrou, esses eram os termos em que Vasari tendia a descrever grandes pinturas de história que ele admirava, embora a descrição de Alberti em De pictura também "trate ... [a obra] como narrativa psicológica".
Os estudiosos modernos, trabalhando a partir dos fragmentos, enfatizam a influência do maior artista romano da época, Pietro Cavallini, que também foi patrocinado pelo cardeal Stefanesci, e das obras da Antiguidade Tardia e da Idade Média Inicial a serem vistas em Roma. De acordo com John White: "A qualidade relativamente esquemática e linear de muito trabalho do final do século XIII e início do século XIV está totalmente ausente. A técnica impressionista e a variedade de cores derivam do século V. É impossível dizer o quanto essa técnica reflete as ideias do próprio Giotto e o quanto as dos habilidosos mosaicistas que trabalhavam sob ele. As duas cabeças estão, no entanto, intimamente relacionadas tanto com a obra de Cavallini, cuja arte ainda dominava a cena romana, quanto com o tipo básico de fisionomia desenvolvida nas paredes da Capela da Arena".

## Cópias
Há uma série de registros do projeto original em desenhos e gravuras — pelo menos 17 são registrados. Os mais antigos são vários desenhos atribuídos ao artista florentino Parri Spinelli (c. 1387-1453), dos quais o mais detalhado está no Metropolitan Museum of Art em Nova York, e outros estão em Chantilly, Cleveland, Ohio e Bayonne. No entanto, as variações entre estes, e outros desenhos de Spinelli de obras sobreviventes, mostram que ele tinha o hábito de fazer interpretações bastante soltas de obras que ele registrava em desenhos. A maioria das cópias posteriores datam de depois que partes do mosaico já foram perdidas, e nenhuma forma um registro completo do projeto completo. Algumas gravuras, como uma gravura de Nicolas Beatrizet de cerca de 1559, são cópias invertidas (imagem espelhada).

## Relato evangélico
Somente no relato de Mateus 14:24–33 Pedro também deixa o barco para andar sobre as ondas:
Entretanto a barca no meio do mar era batida pelas ondas, porque o vento era contrário.
Ora na quarta vigília da noite, foi Jesus ter com eles, andando sobre o mar.
Os discípulos, quando o viram andar sobre o mar, turbaram-se e disseram: "É um fantasma." E, com medo, começaram a gritar.
Mas Jesus falou-lhes imediatamente, dizendo: "Tende confiança; sou eu, não temais."
Pedro, tomando a palavra, disse; "Senhor, se és tu, manda-me ir até onde estás por sobre as águas."
Ele disse: "Vem" Descendo Pedro da barca, caminhava sobre a água para ir a Jesus.
Vendo, porém, que o vento era forte, temeu, e, começando a submergir-se, gritou, dizendo: "Senhor salva-me!"
Imediatamente Jesus, estendendo a mão, o tomou e lhe disse; "Homem de pouca fé, porque duvidaste?"
Depois que subiram para a barca, o vento cessou.

Os que estavam na barca prostraram-se diante dele, dizendo: "Verdadeiramente tu és o Filho de Deus."

## Visão de Santa Catarina de Sena
Na noite de 29 de janeiro de 1380, na época das Vésperas, Santa Catarina de Sena, que contemplava o mosaico há algumas horas, de repente sentiu como se "o navio tivesse caído e pousado em seus ombros" com "peso insuportável". Entendeu que devia dar a vida pela Igreja. Ela aparentemente nunca mais andou e morreu três meses depois.